# November 19.
November 19. az év 323. (szökőévben 324.) napja a Gergely-naptár szerint. Az évből még 42 nap van hátra.
Névnapok: Erzsébet + Abda, Abdéel, Abdi, Abdiás, Abdon, Ábner, Barlám, Béta, Betsabé, Bodor, Csöre, Ilze, Lizavéta, Lizett, Lizetta, Maxim, Obadiás, Örzse, Szavéta, Véta, Zobor, Zsóka

## Események
- 461 – Hilár pápa megkezdi uralkodását.
- 1274 – I. Rudolf német királyt a nürnbergi birodalmi gyűlés felhatalmazza, hogy II. Ottokárt megfossza Csehországon és Morvaországon kívüli tartományaitól.
- 1316 – V. Fülöp francia király trónra lép.
- 1377 – Nagy Lajos magyar király a brassóiakhoz írt levelében arról biztosítja a kereskedőket, ha „úgy, ahogy reméli” Havasalföld a kezébe kerül, csökkenteni fogja a vámokat.
- 1493 – Kolumbusz Kristóf egy szigethez érkezik, melyet a helyi lakosok Boriquen-(Boriken) szigetnek neveztek. Ez a sziget ma Puerto Rico.
- 1514 – II. Ulászló magyar király megerősíti Werbőczy István Hármas-könyvét.
- 1608 – A Szent Koronával magyar királlyá koronázzák II. Mátyást, a koronázási szertartáskor a drapérián először szerepelnek a piros-fehér-zöld színek.
- 1711 – II. Rákóczi Ferenc és kísérete Danckába költözik.
- 1725 – III. Károly magyar király Fiumét szabadkikötővé nyilvánítja.
- 1809 – Az Ocanai csatában a francia csapatok 29.000 fős serege megsemmisítő vereséget mér az 50 000 fős spanyol hadseregre.
- 1816 – I. Sándor orosz cár megalapítja a Varsói Egyetemet az Orosz Birodalom 3. egyetemét
- 1840 – Kossuth Lajos Pest vármegye közgyűlésén tartott beszédében gróf Széchenyi Istvánt a „legnagyobb magyarnak” nevezi.
- 1892 – Wekerle Sándor kormányt alakít.
- 1900 – Elindulnak Budapest utcáin első gyűjtőútjukra a Posta által forgalomba állított automobiloknak nevezett járművek (valójában háromkerekű motoros levélgyűjtő triciklik).
- 1905 – Megnyitják a hívők előtt a budapesti Szent István-templomot, a későbbi Bazilikát. (A zárókövet ünnepélyesen csak december 8-án helyezik el.)
- 1912 – Az I. Balkán háborúban a szerb csapatok döntő vereséget mérnek a török csapatokra.
- 1917 – Befejeződik a Caporettói áttörés, Németország és az Osztrák–Magyar Monarchia csapatai áttörik az olasz frontvonalat és megindulnak Olaszország belseje felé.
- 1919 – A svájci parlament megszavazta a Népszövetséghez való csatlakozást.

– Az Amerikai Egyesült Államok szenátusa, elutasítja a Párizs környéki békeszerződések szövegét,
- 1922 – A szultanátus hívei II. Abdul-Medzsidet kiáltják ki az Oszmán Birodalom szultánjának.
- 1938 – A prágai Nemzetgyűlés jóváhagyja a Szlovákia és Kárpátalja autonómiájáról szóló törvényt, az ország hivatalos elnevezése Cseh–Szlovákiára (Česko–Slovensko) változik.
- 1942 – Szovjetunió elkezdi téli offenzíváját a doni fronton a németek ellen.
- 1946 – Az ENSZ tagja lesz Afganisztán, Izland és Svédország.
- 1960 – Budapesten a VII. kerületben a Dohány utca 42. szám alatt megnyílik a Tarka Színpad.
- 1969 – Leszállnak a Holdra az Apollo–12 űrhajósai (Charles Conrad és Alan Bean).
- 1969 – A Malév egyik Tu–134 típusú repülőgépe Isztambulban a vizes pályán túlfut a leszállópályán, és súlyos balesetet szenved.
- 1971- Sütő András  Pompás Gedeon című darabját ekkor játszották először Magyarországon.  Kaposváron mutatták be. A színháztörténeti jelentőségű ősbemutató rendezője: Komor István volt.
- 1977 – Anvar Szadat egyiptomi elnök megérkezik Izraelbe, ezzel megkezdődik a normalizálódás a két állam között.
- 1985 – Mihail Gorbacsov szovjet vezető és Ronald Reagan amerikai elnök először találkoznak Genfben.
- 1989 – Magyarország egymilliárd dolláros rövid lejáratú gyorssegélyt kap a Közös Piactól.
- 1990 – A Varsói Szerződés és a NATO tagállamai Párizsban aláírják a CFE-szerződést.
- 1992 – Palotás János lesz a Vállalkozók Pártjának elnöke.
- 1995 – A lengyel elnökválasztás második fordulójában Aleksander Kwaśniewski legyőzi Lech Walesát.
- 1999 – Az első kínai űrhajó, a Sencsou–1 sikeres pilóta nélküli űrutazást hajt végre.
- 2004 – Pusztító orkán csapást mér a Magas-Tátra fenyveseire.
- 2009 – Megkezdi működését a Class FM magyarországi, országos lefedettséggel rendelkező kereskedelmi rádió.
- 2016 – A Class FM kereskedelmi rádió analóg sugárzása megszűnik, miután frekvenciaengedélye hét évvel az indulás után lejár.[1]

## Sportesemények
Labdarúgás
- 2023 – Magyarország–Montenegró, 2024-es Európa-bajnoki selejtező mérkőzés (986. hivatalos mérkőzés), Budapest, Puskás Aréna

## Születések
- 1571 – Lackner Kristóf soproni polgármester, városbíró, jogtudós, ötvös, író († 1631)
- 1600 – I. Károly angol király († 1649)
- 1711 – Mihail Vasziljevics Lomonoszov orosz fizikus, kémikus, a Tömegmegmaradás törvényének kidolgozója († 1765)
- 1770 – Bertel Thorvaldsen izlandi származású dán szobrász, a klasszicizmus egyik legnagyobb képviselője († 1844)
- 1805 – Ferdinand de Lesseps francia mérnök, diplomata, a Szuezi-csatorna építője († 1894)
- 1806 – Benczur József magyar evangélikus tanár († 1886)
- 1831 – James A. Garfield az Amerikai Egyesült Államok 20. elnöke, hivatalban 1881-ben († 1881)
- 1833 – Wilhelm Dilthey német filozófus, pszichológus, pedagógus († 1911)
- 1839 – Emil Škoda cseh gépészmérnök, a Škoda Művek jármű- és fegyvergyár alapítója († 1900)
- 1841 – Schulek Frigyes magyar építész, műegyetemi tanár, az MTA tagja, Schulek János apja († 1919)
- 1843 – Ortvay Tivadar történész, régész, földrajztudós, az MTA tagja († 1916)
- 1851 – Pfaff Ferenc magyar műépítész († 1913)
- 1859 – Somló Sándor magyar színész, színigazgató, író († 1916)
- 1870 – Endre Béla magyar festőművész († 1928)
- 1875 – Mihail Ivanovics Kalinyin orosz bolsevik forradalmár, szovjet politikus, az SZKP PB tagja, államfő († 1946)
- 1881 – Márkus László, magyar színházi és filmrendező, díszlet- és jelmeztervező, kritikus, drámaíró († 1948)
- 1882 – Aurel Vlaicu erdélyi román mérnök, feltaláló, a repülés egyik úttörője († 1913)
- 1887 – James B. Sumner Nobel-díjas amerikai biokémikus († 1955)
- 1888 – José Raúl Capablanca Kubai sakkozó, a sakk harmadik világbajnoka (1921–1927) († 1942)
- 1889 – Bokros Birman Dezső Kossuth-díjas magyar szobrász- és festőművész, érdemes művész († 1965)
- 1900 – Anna Seghers német írónő, Radványi László felesége († 1983)
- 1900 – Boros Ádám magyar botanikus († 1973)
- 1902 – Antos Kálmán zeneszerző, egyházkarnagy, orgonista, zenepedagógus († 1985)
- 1905 – Skoff Elza a Magyar Rádió bemondója, korrektor († 1967)
- 1912 – George Emil Palade az egyetlen román születésű Nobel-díjas, amerikai biokémikus († 2008)
- 1917 – Indira Gandhi indiai politikus, miniszterelnök, az Indiai Nemzeti Kongresszus Párt (INC) tagja, Dzsaváharlál Nehru lánya († 1984)
- 1919 – Kézdi Árpád építőmérnök, az MTA tagja, a talajmechanika és a geotechnika kiemelkedő tudósa († 1983)
- 1921 – Anda Géza magyar származású svájci zongoraművész († 1976)
- 1924 – Dalos László Táncsics Mihály-díjas és Aranytoll díjas magyar újságíró, író, Nádasdy Kálmán-díjas opera műfordító, zenei szövegíró († 2011)
- 1925 – Eddie Russo (Edward Russo) amerikai autóversenyző († 2012)
- 1927 – Major Pál magyar színész, érdemes művész († 1985)
- 1927 – Lator László Kossuth- és József Attila-díjas magyar költő, esztéta, műfordító, a nemzet művésze († 2023)
- 1928 – Pernye András Erkel Ferenc-díjas magyar zenetörténész, zenekritikus, pedagógus († 1980)
- 1933 – Larry King, a CNN amerikai hírtelevízió műsorvezetője („Larry King Live”) († 2021)
- 1933 – Popper Péter magyar pszichológus, pszichoterapeuta, író.  († 2010)
- 1934 – Kósa András magyar színész († 2001)
- 1936 – Ljubiša Samardžić szerb színész, rendező. († 2017)
- 1938 – Ted Turner amerikai multimilliomos, a CNN tulajdonosa
- 1941 – Nagy Réka magyar színésznő
- 1942 – Calvin Klein amerikai divattervező
- 1943 – Király László József Attila-díjas erdélyi magyar író, költő
- 1943 – Kokas László magyar színész, operetténekes, tanár
- 1943 – Vajda László Jászai Mari-díjas magyar színművész († 1995)
- 1944 – Balogh Tamás magyar színész, a zalaegerszegi Hevesi Sándor Színház örökös tagja († 2019)
- 1944 – Straub Elek magyar üzletember
- 1952 – Koltai Judit magyar színésznő, rendező
- 1953 – Robert Beltran amerikai színész
- 1954 – Vantara Gyula magyar mérnök, politikus, Békéscsaba egykori polgármestere
- 1956 – Kapecz Zsuzsa magyar író, költő, forgatókönyvíró, kritikus
- 1957 – Ofra Haza izraeli popénekes († 2000)
- 1961 – Meg Ryan amerikai színésznő
- 1962 – Jodie Foster kétszeres Oscar-díjas amerikai színésznő
- 1963 – Terry Farrell amerikai színésznő
- 1968 – Jónás Rita magyar színésznő
- 1968 – Horváth Csaba koreográfus
- 1969 – Philippe Adams belga autóversenyző
- 1982 – Takuya Nakase japán tornász
- 1987 – Feng Csö kínai tornász
- 1992 – Herczegh Péter magyar színész

## Halálozások
- 496 – I. Geláz pápa (* ismeretlen)
- 498 – II. Anasztáz pápa (* ismeretlen)
- 1316 – I. János francia király (Utószülött János), a középkori Franciaország és Navarra királya, X. (Civakodó) Lajos és Magyarországi Klemencia fia, Navarrai Johanna féltestvére (* 1316)
- 1557 – Bona Sforza lengyel királyné, litván nagyhercegné (* 1494)
- 1665 – Nicolas Poussin francia festőművész (* 1594)
- 1730 – Bossányi András, magyar bölcsész, jezsuita rendi tanár (* 1673)
- 1828 – Franz Schubert osztrák zeneszerző (* 1797)
- 1855 – Blaskovich János magyar evangélikus lelkész és tanár (* 1777)
- 1855 – Vörösmarty Mihály költő, író (* 1800)
- 1857 – Balásházy János magyar ügyvéd, szolgabíró (* 1797)
- 1860 – id. Markó Károly magyar festőművész, a magyar tájképfestészet iskolateremtő mestere  (* 1793)
- 1883 – Benkő Dániel, magyar mezőgazdász, a Magyar Tudományos Akadémia levelező tagja (* 1799)
- 1887 – Emma Lazarus amerikai költőnő (* 1849)
- 1891 – Csiky Gergely magyar író, a Kisfaludy Társaság másodtitkára, a Magyar Tudományos Akadémia levelező tagja (* 1842)
- 1924 – Thomas H. Ince amerikai némafilm színész, rendező, forgatókönyvíró, producer (* 1882)
- 1942 – Bruno Schulz lengyel író és festőművész (* 1892)
- 1944 – Horvay János magyar szobrász (* 1873)
- 1949 – James Ensor belga impresszionista festő (* 1860)
- 1956 – Falábú Jancsi a Corvin köz közelében zajlott harcok legendás tüzérparancsnoka az 1956-os forradalom idején (* 1931)
- 1961 – Al Keller amerikai autóversenyző (* 1920)
- 1971 – Juhász Árpád, Munkácsy Mihály-díjas magyar ötvösművész (* 1936)
- 1973 – Mike Salay (Michael Szalai) amerikai autóversenyző (* 1910)
- 1974 – Majczen Mária Jászai Mari-díjas magyar színésznő (* 1937)
- 1976 – Nizsalovszky Endre jogtudós, akadémikus (* 1894)
- 1989 – Kovács Károly Pál villamosmérnök, az MTA tagja, a magyar elektrotechnika kiemelkedő alakja (* 1907)
- 1998 – Alan J. Pakula amerikai filmrendező (* 1928)
- 2007 – Szabó Magda Kossuth-díjas magyar írónő, műfordító (* 1917)
- 2012 – Lehoczki Károly (CZKI) magyar zenész, dobos, karikaturista (* 1957)
- 2014 – Mike Nichols német származású amerikai Oscar-, Emmy-, Grammy- és Tony-díjas televízió-, színház- és filmrendező, forgatókönyvíró és filmproducer (* 1931)
- 2017 – Charles Manson amerikai bűnöző (* 1934)
- 2017 – Benkő Géza magyar színész, rendező (* 1969)
- 2021 – Schöpflin György magyar történész, politikus, egyetemi tanár (* 1939)
- 2023 – Rosalynn Carter amerikai író és aktivista, 1977 és 1981 között az Amerikai Egyesült Államok first ladyje (* 1927)[forrás?]

## Nemzeti ünnepek, emléknapok, világnapok
Nemzetközi wc-nap